# Indiana Jones and the Staff of Kings
Indiana Jones and the Staff of Kings is een videospel ontwikkeld door LucasArts voor de Wii, Nintendo DS, PlayStation 2 en PlayStation Portable. Het spel is de derde in de serie van 3D Indiana Jonesspellen. De vorige twee waren Indiana Jones and the Emperor's Tomb, en Indiana Jones and the Infernal Machine.

## Ontwikkeling
Gedurende de E3 2006 werd het spel sterk gepromoot door LucasArts. Op dat moment stond het spel gepland voor 2007, maar dit gebeurde niet. Later, toen de film Indiana Jones and the Kingdom of the Crystal Skull eindelijk groen licht kreeg voor productie, werd aangenomen dat LucasArt het spel tegelijk met de film wilde uitbrengen in 2008. Dit gebeurde echter ook niet.
De game kwam uiteindelijk uit in 2009.

## Overzicht
Over de plot van het spel is nog weinig bekend, behalve dat het verhaal zich af speelt in 1939, en een scène bevat die zich afspeelt in San Francisco.